# Haliphron atlanticus
Haliphron atlanticus е вид октопод от семейство Alloposidae. Видът не е застрашен от изчезване.

## Разпространение и местообитание
Разпространен е в Австралия, Албания, Алжир, Американска Самоа, Американски Вирджински острови, Ангола, Ангуила, Антигуа и Барбуда, Аржентина, Аруба, Асенсион и Тристан да Куня, Бангладеш, Барбадос, Бахамски острови, Бахрейн, Белгия, Белиз, Бенин, Бермудски острови, Бонер, Босна и Херцеговина, Бразилия, Британска индоокеанска територия, Британски Вирджински острови, Бруней, България, Вануату, Великобритания, Венецуела, Виетнам, Габон, Гамбия, Гана, Гваделупа, Гватемала, Гвиана, Гвинея, Гвинея-Бисау, Германия, Гибралтар, Гренада, Гренландия, Грузия, Гуам, Гърнси, Гърция, Дания, Демократична република Конго, Джибути, Джърси, Доминика, Доминиканска република, Египет, Еквадор, Екваториална Гвинея, Еритрея, Естония, Западна Сахара, Йемен, Израел, Източен Тимор, Индия, Индонезия, Йордания, Ирак, Иран, Ирландия, Исландия, Испания, Италия, Кабо Верде, Кайманови острови, Камбоджа, Камерун, Канада, Катар, Кения, Кирибати, Китай, Кокосови острови, Колумбия, Коморски острови, Коста Рика, Кот д'Ивоар, Куба, Кувейт, Кюрасао, Латвия, Либерия, Либия, Ливан, Литва, Мавритания, Мавриций, Мадагаскар, Майот, Макао, Малайзия, Малдиви, Малки далечни острови на САЩ, Малта, Ман, Мароко, Мартиника, Маршалови острови, Мексико, Мианмар, Микронезия, Мозамбик, Монако, Монголия, Монсерат, Намибия, Науру, Нигерия, Нидерландия, Никарагуа, Ниуе, Нова Зеландия, Нова Каледония, Норвегия, Обединени арабски емирства, Оландски острови, Оман, Остров Норфолк, Остров Рождество, Остров Света Елена, Острови Кук, Пакистан, Палау, Палестина, Панама, Папуа Нова Гвинея, Перу, Питкерн, Полша, Португалия, Провинции в КНР, Пуерто Рико, Реюнион, Румъния, Русия, Саба, Салвадор, Самоа, Сан Марино, Сао Томе и Принсипи, Саудитска Арабия, САЩ (Джорджия), Свалбард и Ян Майен, Свети Мартин, Северна Корея, Северни Мариански острови, Сейнт Винсент и Гренадини, Сейнт Китс и Невис, Сейнт Лусия, Сейшели, Сен Бартелми, Сен Естатиус, Сен Пиер и Микелон, Сенегал, Сиера Леоне, Сингапур, Синт Мартен, Сирия, Словения, Соломонови острови, Сомалия, Судан, Суринам, Тайван, Тайланд, Танзания, Того, Токелау, Тонга, Тринидад и Тобаго, Тувалу, Тунис, Турция, Търкс и Кайкос, Украйна, Уолис и Футуна, Уругвай, Фарьорски острови, Фиджи, Филипини, Финландия, Фолкландски острови, Франция, Френска Гвиана, Френска Полинезия, Хаити, Хондурас, Хонконг, Хърватия, Черна гора, Чили, Швеция, Шри Ланка, Южна Африка, Южна Корея, Ямайка и Япония.
Среща се на дълбочина от 4 до 2841 m, при температура на водата от 2,6 до 23,2 °C и соленост 34,1 – 36,6 ‰.